# Fabregada (Vilanova de Meià)
Fabregada és un despoblat del municipi de Vilanova de Meià, a la Noguera. Està situat al vessant meridional de la serra del Montsec, al peu del cingle del Cúber.
A prop hi ha les ruïnes de l'ermita de Sant Serni a tocar de les restes del castell de la Fabregada. Va formar part del marquesat de Camarasa.